# Children of the Corn: Runaway
Children of the Corn: Runaway, (en español, Los chicos del maíz: La huida) es una película de terror de 2018 dirigida por John Gulager y escrita por Gulager y Joel Soisson. Es la décima entrega de la saga Children of the Corn (iniciada en 1984 y a su vez basada en la historia corta del mismo nombre escrita por Stephen King), y secuela directa de la película Children of the Corn (2009).
La película fue lanzada directamente a DVD y plataformas digitales el 13 de marzo de 2018 por Lionsgate.

## Sinopsis
La trama sigue a Ruth, una adolescente embarazada que escapa de una secta religiosa de niños en Gatlin, Nebraska. Trece años después, ella y su hijo Aaron viven viajando hasta que la policía les quita su vehículo obligándolos a quedarse en Luther, un pequeño pueblo en el estado de Oklahoma, donde siniestros eventos comienzan a ocurrir.

## Reparto
- Marci Miller como Ruth.
- Jake Ryan Scott como Aaron.
- Mary Kathryn Bryant como Sarah.
- Sara Moore como chica guapa.
- Lynn Andrews III como Carl.
- Diane Ayala Goldner como Sra. Dawkins.
- Kevin Harvy como Rally.
- Eric Starkey como agente de policía Dave.
- Daria Balling como Candy.
- Clu Gulager como Crusty.
- Molly Nikki Anderson como Mujer en el motel.
- Grayson Stone como Aaron (con 3 años).
- Blaine Maye como Malachai (sin acreditar).
- Sidney Flack como Hombre del pueblo.

## Producción
La película fue producida por Dimension Films con la intención de no perder los derechos de la franquicia Children of the Corn. Joel Soisson, quien dirigió Genesis (2011) y produjo Revelation (2001), regresa como guionista y productor. John Gulager fue elegido como director de la película.

### Filmaciones
La fotografía principal de la película tuvo una duración de tres semanas en Oklahoma City. Fue filmada junto a Hellraiser: Judgment, ambas con un muy bajo presupuesto por parte de Dimension Films con la intención de un lanzamiento casero.

## Lanzamiento
La película originalmente estaba planeada para ser lanzada por Dimension en 2017. El 9 de enero de 2018, la compañía Lionsgate Films adquirió los derechos de distribución de Children of the Corn: Runaway y Hellraiser: Judgment así como la producción de posibles secuelas o reinicios. Children of the Corn: Runaway fue lanzada directo a DVD, Blu-Ray y plataformas digitales el 13 de marzo de 2018.

## Recepción
La película tiene un promedio de 3.9/10 en IMDb basado en 611 votos de los usuarios. En Rotten Tomatoes tiene un índice de aprobación del 10% por parte del público, la película no tiene una calificación de la crítica especializada.